# Camellia rosthorniana
Camellia rosthorniana là một loài thực vật có hoa trong họ Theaceae. Loài này được Hand.-Mazz. mô tả khoa học đầu tiên năm 1924.